# エディ・サンチェス
エディ・サンチェス（Eddie Sanchez、1982年11月4日 - ）は、アメリカ合衆国の男性総合格闘家。カリフォルニア州ラホヤ出身。キングスMMA所属。

## 来歴
サン・マルコス高校時代は野球部に所属。2004年からブラジリアン柔術を始めた。
2006年9月23日、UFC初参戦となったUFC 63でマリオ・ネトと対戦し、パンチラッシュでKO勝ちを収めた。
2007年2月3日、UFC 67でPRIDEより移籍したミルコ・クロコップと対戦し、マウントパンチでTKO負け。キャリア初黒星となった。
2007年6月16日、UFC 72でコリン・ロビンソンと対戦し、パウンドでTKO勝ちを収めた。
2007年12月29日、UFC 79でソア・パラレイと対戦し、アッパーの連打でTKO勝ち。ノックアウト・オブ・ザ・ナイトを受賞した。
2008年12月10日、UFC: Fight for the Troopsでジャスティン・マッコーリーと対戦し、0-3の判定負け。UFC2連敗となりUFCからリリースされた。
2009年5月15日、Bellator FC初参戦となったBellator VIIでジェイ・ホワイトと対戦し、開始10秒でTKO勝ち。ベラトールでの最短試合時間記録となった。

## 戦績
| 総合格闘技 戦績 | 総合格闘技 戦績 | 総合格闘技 戦績 | 総合格闘技 戦績 | 総合格闘技 戦績 | 総合格闘技 戦績 | 総合格闘技 戦績 |
| --------------- | --------------- | --------------- | --------------- | --------------- | --------------- | --------------- |
| 17 試合         | (T)KO           | 一本            | 判定            | その他          | 引き分け        | 無効試合        |
| 13 勝           | 9               | 3               | 1               | 0               | 0               | 0               |
| 4 敗            | 3               | 0               | 1               | 0               | 0               | 0               |

| 勝敗 | 対戦相手                   | 試合結果                          | 大会名                       | 開催年月日     |
| ×    | ニール・グローブ           | 1R 1:32 TKO（パウンド）           | Bellator 24                  | 2010年8月12日  |
| ○    | マルクス・スルサ           | 3R 0:23 TKO（パウンド）           | Bellator 20                  | 2010年5月27日  |
| ○    | マーク・ホネガー           | 5分3R終了 判定3-0                 | Maximo Fighting Championship | 2009年10月17日 |
| ○    | ヴィンス・ルセロ           | 1R 0:27 フロントチョーク          | Total Combat 33              | 2009年7月11日  |
| ○    | ジェイ・ホワイト           | 1R 0:10 TKO（パウンド）           | Bellator VII                 | 2009年5月15日  |
| ×    | ジャスティン・マッコーリー | 5分3R終了 判定0-3                 | UFC: Fight for the Troops    | 2008年12月10日 |
| ×    | アントニー・ハードンク     | 2R 4:15 TKO（スタンドパンチ連打） | UFC 85: Bedlam               | 2008年6月7日   |
| ○    | ソア・パラレイ             | 3R 3:24 TKO（スタンドパンチ連打） | UFC 79: Nemesis              | 2007年12月29日 |
| ○    | コリン・ロビンソン         | 2R 0:32 TKO（右フック→パウンド）  | UFC 72: Victory              | 2007年6月16日  |
| ×    | ミルコ・クロコップ         | 1R 4:33 TKO（マウントパンチ）     | UFC 67: All or Nothing       | 2007年2月3日   |
| ○    | マリオ・ネト               | 2R 0:17 KO（スタンドパンチ連打）  | UFC 63: Hughes vs. Penn      | 2006年9月23日  |
| ○    | ウェイド・シップ           | 3R 4:32 TKO（パンチ連打）         | Total Combat 13: Anarchy     | 2006年3月11日  |
| ○    | ジュリアン・ラッシュ       | 2R終了時 TKO（タオル投入）        | Total Combat 10              | 2005年10月15日 |
| ○    | エイドリアン・ペレス       | 1R 0:11 ギブアップ（パンチ連打）  | KOTC 61: Flash Point         | 2005年9月23日  |
| ○    | アンソニー・ルイス         | 1R 2:49 三角絞め                  | KOTC 54: Mucho Machismo      | 2005年6月12日  |
| ○    | トニー・タワーズ           | 1R TKO                            | Total Combat 7               | 2005年1月29日  |
| ○    | アダム・アルセオ           | 2R 0:20 TKO（ドクターストップ）   | Total Combat 5               | 2004年9月4日   |

## 表彰
- UFC ノックアウト・オブ・ザ・ナイト（1回）